# Jefferson megye (Georgia)
Jefferson megye az Amerikai Egyesült Államokban, azon belül Georgia államban található. Megyeszékhelye Louisville, legnagyobb városa Wadley. Lakosainak száma 15 709 fő (2020. április 1.). Jefferson megye McDuffie, Emanuel, Richmond, Burke, Washington, Johnson, Glascock és Warren megyékkel határos.

## Népesség
A megye népességének változása:
| Lakosok száma | 16 885 | 16 746 | 16 460 | 16 320 | 16 106 | 15 709 |
|               | 2010   | 2011   | 2012   | 2013   | 2015   | 2020   |